# 182592 Jolana
182592 Jolana è un asteroide della fascia principale. Scoperto nel 2001, presenta un'orbita caratterizzata da un semiasse maggiore pari a 2,6241204 au e da un'eccentricità di 0,0692213, inclinata di 6,68495° rispetto all'eclittica.
L'asteroide è dedicato a Jolana Kürtiova, moglie di Stefan Kürti.